# 나카역
나카역(일본어: 那加駅)은 일본 기후현 가카미가하라시에 있는 도카이 여객철도 다카야마 본선의 역이다. 상대식 승강장 2면 2선의 구조를 가진 지상역이며, 교행 가능하다.

## 타는 곳
| 1 | ■ 다카야마 본선 | 상행 | 기후 · 나고야 방면       |
| 2 | ■ 다카야마 본선 | 하행 | 미노오타 · 다카야마 방면 |

## 역 주변
- 나고야 철도 가카미가하라 선 신나카 역
- 가카미가하라 시 종합 체육관

## 인접정차역
| 도카이 여객철도 다카야마 본선 | 도카이 여객철도 다카야마 본선 | 도카이 여객철도 다카야마 본선          |
| ----------------------------- | ----------------------------- | -------------------------------------- |
| 나가모리 기후 방면            | ■ 다카야마 본선               | 소하라 미노오타·다카야마·이노타니 방면 |